# Jurij Nikitin
Jurij Wiktorowytsch Nikitin (ukrainisch Юрій Вікторович Нікітін; * 15. Juli 1978 in Cherson,  Ukrainische SSR, Sowjetunion) ist ein ehemaliger ukrainischer Trampolinturner und Olympiasieger.
Nikitin gewann bei Weltmeisterschaften insgesamt viermal Bronze. Dreimal gelang ihm dies im Synchronturnen, 1994 in Porto, 2003 in Hannover und 2009 in Sankt Petersburg. Bei der Weltmeisterschaft in Hannover 2003 gewann er außerdem die Bronzemedaille im Mannschaftswettbewerb.
Insgesamt dreimal nahm er an Olympischen Sommerspielen teil. Gleich bei seiner ersten Teilnahme 2004 in Athen feierte er den Olympiasieg und ließ dabei den Sieger von Sydney 2000, Alexander Moskalenko, hinter sich. 2008 erreichte er im Finale den fünften Rang, während er 2012 den Einzug ins Finale mit einem 14. Platz in der Qualifikation deutlich verpasste.
Er nahm unter anderem auch an den World Games 2009 in Kaohsiung teil, wo er den fünften Rang im Synchronturnen belegte.